# Anguillicola crassus
Anguillicola crassus (Kuwahara, Niimi e Itagaki, 1974 sinonimo Anguillicoloides crassus) è un nematode parassita della vescica natatoria delle anguille. A. crassus sembra diffondersi facilmente tra le popolazioni di anguille dopo l'introduzione in un corpo idrico. È considerata una delle minacce alla conservazione delle popolazioni di anguilla europea. È stata introdotta nel continente europeo negli anni 1980, dove è stata segnalata indipendentemente in Germania e in Italia nel 1982, dopo essere stata probabilmente introdotta da Taiwan.  Si pensa che abbia raggiunto l'Inghilterra nel 1987 dall'Europa continentale. È un parassita naturale dell'anguilla giapponese nel suo areale di origine.
Il ciclo di vita di Anguillicoloides crassus inizia quando il nematode adulto rilascia migliaia di uova nella vescica natatoria dell'anguilla. Le uova passano attraverso il tratto digestivo e le larve emergono nell'acqua e si depositano sul fondale. Vengono ingerite dall'ospite intermedio, che spesso è un copepode o un altro crostaceo, ma può anche essere un pesce. La larva del nematode raggiunge lo stadio infettivo in questo ospite intermedio. L'ospite viene mangiato da un'anguilla e il nematode passa dal tratto digestivo alla sua vescica natatoria. Un'anguilla con un elevato carico parassitario mostra sintomi come lesioni emorragiche e collasso della vescica natatoria. L'anguilla diventa più suscettibile alle malattie, il suo tasso di crescita rallenta e, se l'infestazione è abbastanza grave, può morire. Poiché la vescica natatoria è l'organo deputato al galleggiamento che permette all'anguilla di nuotare, una grave infestazione di parassiti può ostacolare la capacità dell'anguilla di raggiungere le zone di riproduzione nell'oceano Atlantico.